# Веб-кольцо
Веб-кольцо или кольцевая сеть (англ. webring, web-ring) — объединение веб-сайтов с похожей тематикой, при котором каждый участник кольца размещает у себя на страничке ссылки на следующего и предыдущего членов кольца. Таким образом, переходя по ссылкам веб-сети, можно посетить сайты всех членов кольца. Веб-кольца являются одним из способов упорядочивания сайтов в сети, наряду с каталогами и поисковыми системами. Большую популярность веб-кольца получили в 1990—2000 годах, особенно на любительских сайтах. В настоящий момент веб-кольца снова набирают популярность, особенно в контексте проектов Indieweb.

## Организация
Управление кольцом происходит на основе специального скрипта (написанного на CGI, PHP или ASP), который осуществляет регистрацию участников кольца в специальной базе данных. Таким образом, на сайтах-участниках веб-кольца размещаются не прямые ссылки на других участников кольца, а ссылки на элементы базы данных, которая содержит список всех сайтов-участников такого кольца. Когда посетитель сайта нажимает на ссылку (например, «предыдущий сайт», «следующий сайт», «случайный сайт», «список участников»), его браузер связывается с сервером, от которого получает адрес нужного сайта, и лишь затем осуществляется переход. От администраторов сайтов — участников кольца не требуется никаких дополнительных действий кроме регистрации в кольце и однократного добавления небольшого фрагмента в HTML-код страницы.
Регистрация сайта в веб-кольце имеет смысл лишь в том случае, когда посещаемость сайта ниже, чем совокупная посещаемость всех остальных участников кольца. В противном случае число пользователей, уходящих с сайта будет выше, чем число пользователей, приходящих по ссылке от других участников кольца.

## РингСерф
Похожим веб-сайтом был RingSurf.com, который использует термин «Net Rings». Сайт впервые появился в Интернет-архиве в июне 1998 года. Главная страница сайта и каталог колец по состоянию на апрель 2014 года все еще работают, но сайты колец недоступны.